# پادشاه دائو ژو
پادشاه دائو از ژو (به چینی: 周悼王) با نام شخصی جی منگ (به چینی: 泄猛)؛ بیست‌وپنجمین پادشاه دودمان ژو و سیزدهمین پادشاه ژو خاوری بود. او جانشین پدرش پادشاه جینگ ژو شد. پس از سلطنت کمتر از یک سال، او توسط برادرش شاهزاده چائو کشته شد. پس از مرگ او، تاج و تخت به برادرش، پادشاه جینگ ژو رسید.